# Marta Tagliaferro
Marta Tagliaferro (Noventa Vicentina, 4 november 1989) is een Italiaanse voormalige wegwielrenster en baanwielrenster.
Tagliaferro werd op de baan in verschillende disciplines meerdere keren Italiaans kampioene. Ze was met name succesvol in de puntenkoers en ploegenachtervolging.
Tagliaferro reed de eerste helft van 2009 voor Top Girls Fassa Bortolo, om in 2010 weer terug te keren. Van 2011 tot en met 2016 reed ze bij Alé Cipollini en in 2017 en 2018 voor Cylance Pro Cycling. In 2019 en 2020 reed ze voor het Noorse Hitec Products. In 2016 won ze een etappe in zowel de Tour de San Luis als in Gracia Orlová en behaalde ze podiumplaatsen in de Giro Rosa en de BeNe Ladies Tour. In 2019 won ze de Omloop van de IJsseldelta.

## Palmares

### Weg
2012

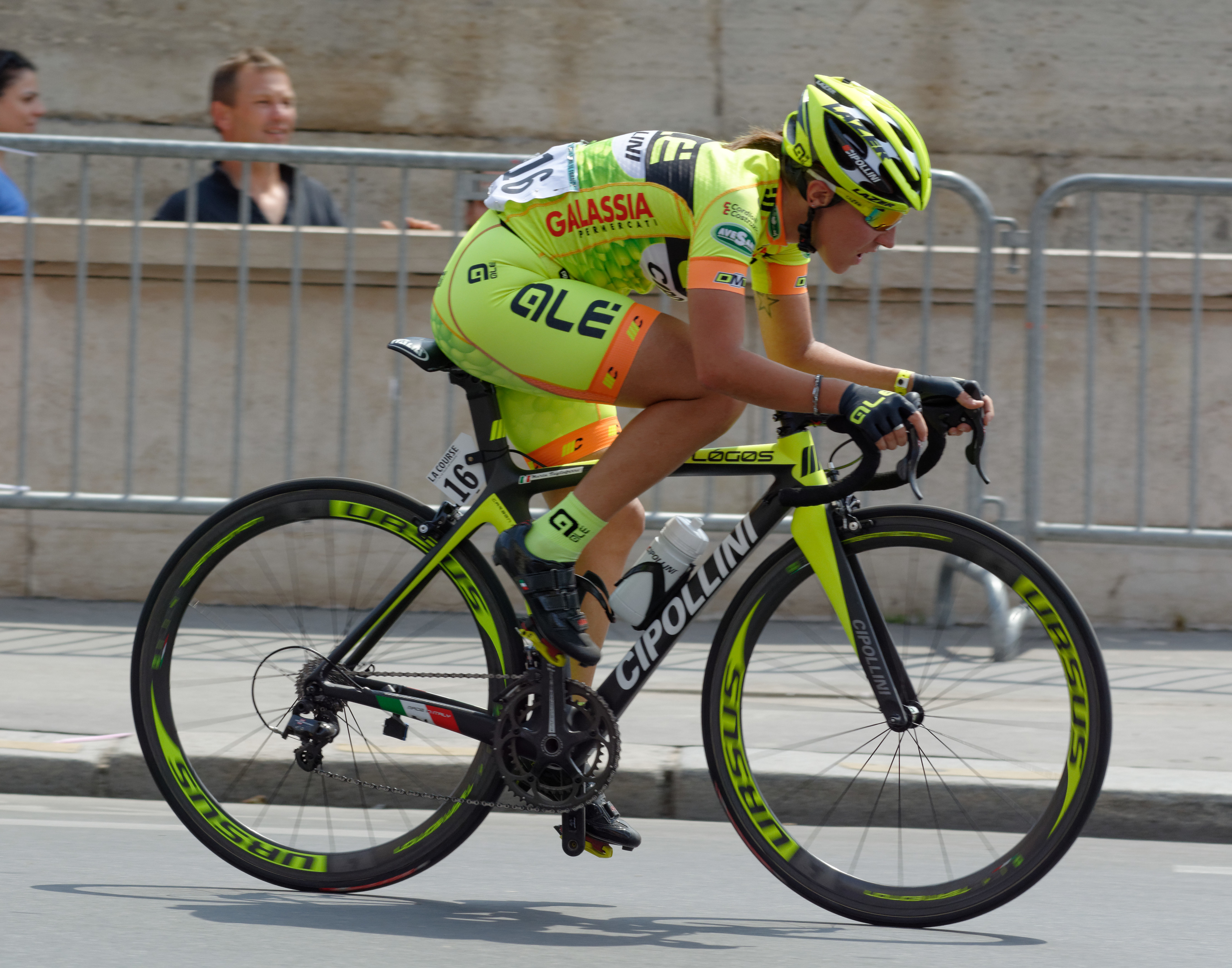
Tagliaferro tijdens La Course 2014 in Parijs

- 2e in 1e etappe Giro della Toscana
- 3e in eindklassement Trophée d'Or
  - 2e in 1e etappe
  - 2e in 2e etappe (ploegentijdrit)

2013
- 2e in 6e etappe Trophée d'Or
- 2e in 2e etappe Thüringen Rundfahrt
- 3e in 1e etappe Giro Rosa
- 3e in 4e etappe Ronde van Qatar
- 3e in Classica Citta di Padova

2014
- 2e in eindklassement Tour of Zhoushan Island

2015
- 3e in 1e etappe Ronde van Qatar

2016
- 2e etappe Tour de San Luis
- 5e etappe Gracia Orlová
- 2e in 3e etappe Giro Rosa
- 2e in 4e etappe BeNe Ladies Tour

2019
- 1e etappe Tour de Feminin - O cenu Českého Švýcarska
- Omloop van de IJsseldelta

### Baan

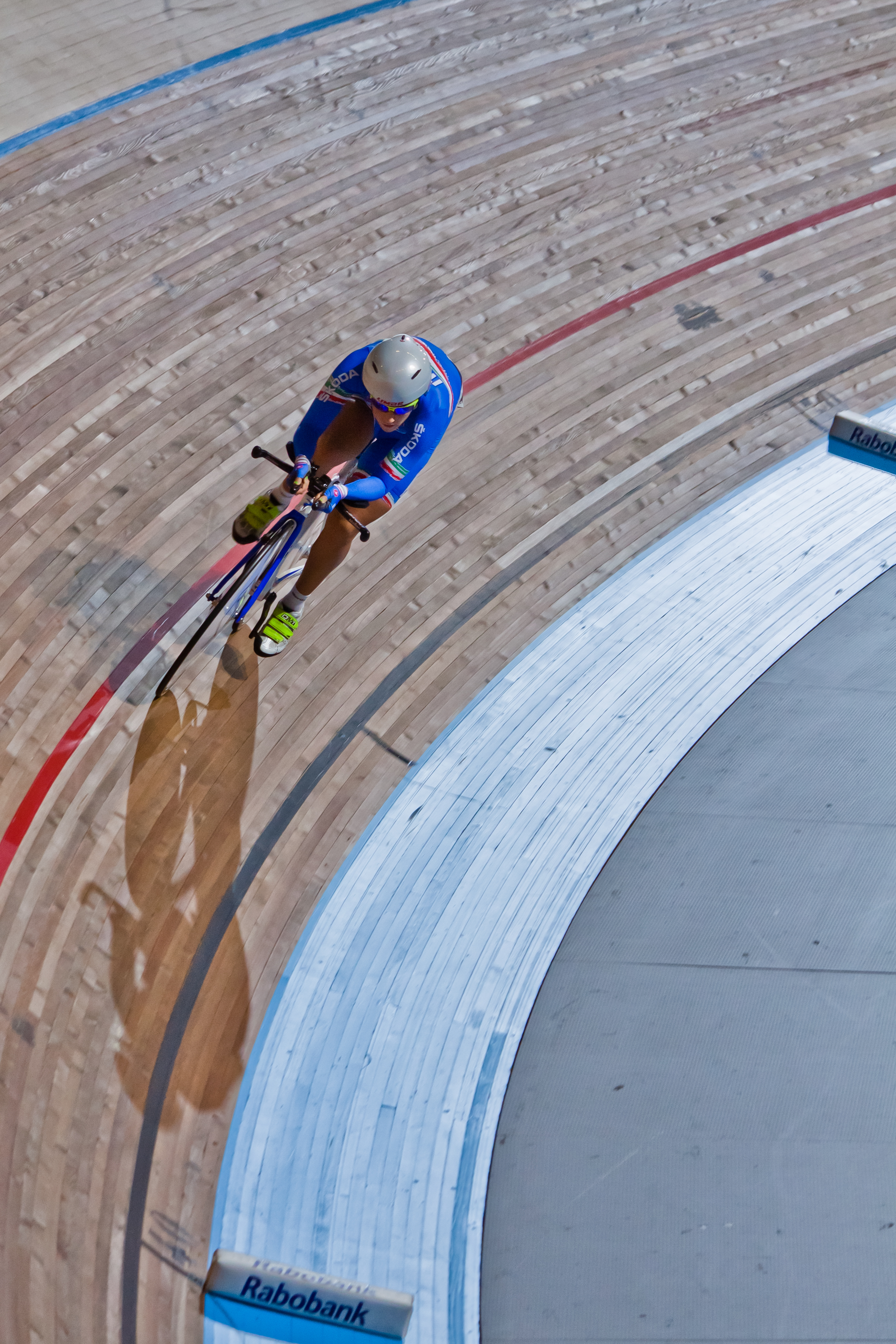
Tagliaferro op het EK 2011 in Apeldoorn

| Jaar | IK | EK                   | Overig                                                                                |
| ---- | --- | -------------------- | ------------------------------------------------------------------------------------- |
| 2007 | Puntenkoers (junior) · Scratch (junior) · Teamsprint (junior)                                                  | Puntenkoers (junior) |                                                                                       |
| 2008 | |                      | Wereldbeker Cali: Ploegenachtervolging · (met Giorgia Bronzini en Annalisa Cucinotta) |
| 2009 | | Puntenkoers (U23)    |                                                                                       |
| 2010 | | Puntenkoers (U23)    |                                                                                       |
| 2011 | Ploegenachtervolging · (met Monia Baccaille en Tatiana Guderzo)                                                |                      |                                                                                       |
| 2012 | |                      |                                                                                       |
| 2013 | Omnium · Ploegenachtervolging (met Beatrice Bartelloni, · Elena Cecchini en Tatiana Guderzo) · Scratch, Keirin |                      | Mexico: Scratch                                                                       |
| 2014 | Ploegenachtervolging (met Beatrice Bartelloni, · Elena Cecchini en Tatiana Guderzo) · Scratch                  |                      |                                                                                       |
| 2015 | |                      |                                                                                       |
| 2016 | |                      |                                                                                       |